# Aksel Johannesen
Aksel Vilhelmsson Johannesen (Klaksvik,  8 november 1972) is een Faeröerse politicus van de sociaaldemocratische partij Javnaðarflokkurin. Hij is sinds 15 september 2015 de eerste minister van de eilandengroep Faeröer. Johannesen zetelt zowel in de Løgting, het Faeröers parlement als in de Folketing, het Deens parlement.  
Van opleiding is hij advocaat. Hij studeerde af aan de universiteit van Kopenhagen in 2004 en werkte als advocaat in Tórshavn tot hij in 2007 actief werd in de politiek. Hij is de zoon van Vilhelm Johannesen, een voormalig Faeröers politicus.